# 黑曾湖
81°50′00″N 70°25′00″W / 81.83333°N 70.41667°W

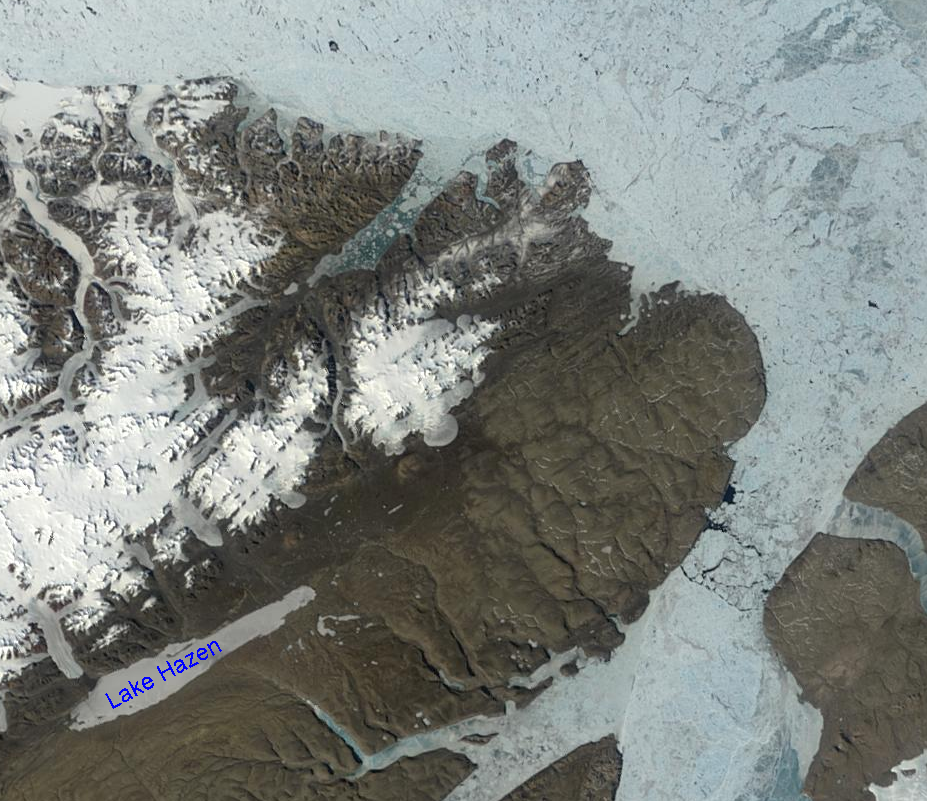

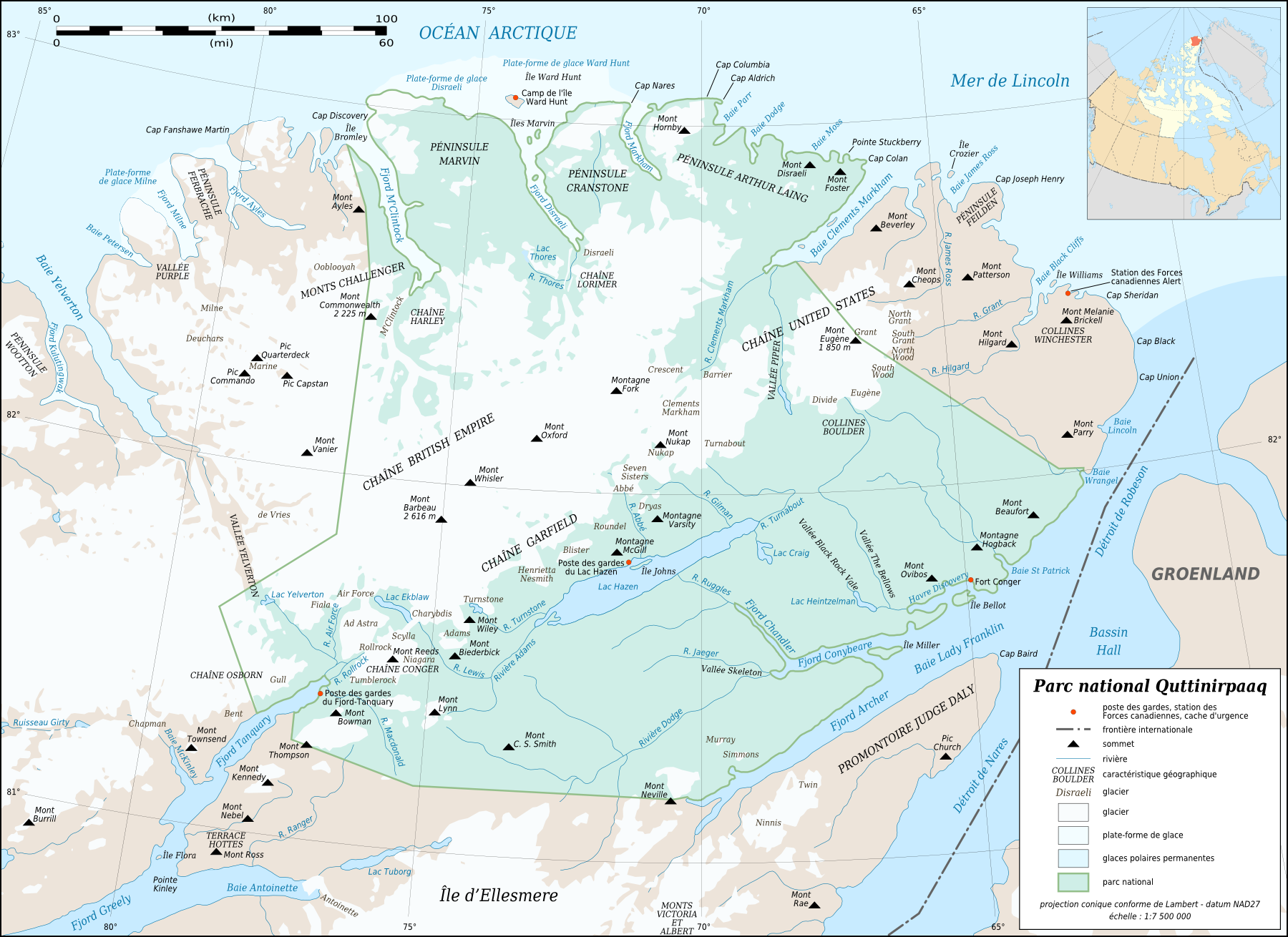

希新湖是加拿大的湖泊，位於埃爾斯米爾島北部，由努納武特負責管轄，長70公里、寬11公里，面積537.5平方公里，集水區面積4,900平方公里，平均水深280米，最大水深289米，湖岸線長度185公里。